# Juan Epitié
Juan Epitié, właśc. Juan Ramón Epitié Dyowe Roig (ur. 12 października 1976 w Manresa) – gwinejski piłkarz. Epitié posiada także hiszpańskie obywatelstwo. Mierzy 178 cm wzrostu. Występuje na pozycji pomocnika.

## Kariera
Epitié karierę rozpoczynał w 1995 roku w zespole Palamós CF z Tercera División. Na początku 1998 roku przeszedł do Getafe CF z Segunda División B. Następnie grał w innych zespołach tej ligi – Realu Madryt Castilla oraz rezerwach Deportivo Alavés. Sezon 2001/2002 spędził na wypożyczeniu z Alavés do Recreativo Huelva, grającego w Segunda División. W 2002 roku wrócił do Palamós, występującego już w Segunda División B. Tym razem spędził tam jeden sezon.
W 2003 roku podpisał kontrakt z pierwszoligowym Racingiem Santander. Jednak w barwach Verdiblancos nie rozegrał żadnego oficjalnego spotkania. Drużyna z Santanderu wypożyczała go do Burgos CF, a także do izraelskich Bene Jehuda Tel Awiw i FC Aszdod. W klubie Bene Jehuda zagrał w jednym meczu (Toto Cup), a w FC Aszdod 4 razy w lidze i raz w Toto Cup.
Po powrocie do Hiszpanii był zawodnikiem Deportivo Alaves, CD Castellon oraz ponownie Alaves. W 2007 przez krótki czas występował w amerykańskim California Victory. W kolejnych latach grał też trzecioligowym Deportivo Lorca, a także w drużynach CF Vilanova i la Geltrú i Gimnàstic Manresa, występujących w niższych klasach rozgrywkowych.
1 czerwca 2008 zdobył bramkę dla reprezentacji Gwinei Równikowej, w meczu przeciwko Sierra Leone, wygranym 2-0.